# Tamatoa IV
Tamatoa IV Raiatea, altrimenti noto solo come Tamatoa IV (Raiatea, 1797 – Papeete, 19 agosto 1857), è stato re di Raiatea e Taha'a, regnante dal 1831 al 1857.

## Biografia
Nato come principe ereditario di Raiatea, Tamatoa era figlio Vetea-ra'i U'uru, Ari'i di Opoa e di sua moglie, Opai-pai Te-roro di Bora Bora. La coppia reale aveva avuto altre due figlie femmine.
Alla morte di suo padre, gli succedette al trono dopo che l'anno precedente (1830) il dominio della loro casata era stato definitivamente ampliato con l'annessione dell'isola di Tahaa a quella di Raiatea. I primi anni del suo regno, proprio per la delicata condizione politica e geopolitica creatasi di recente, furono marcati da diverse lotte interne e pertanto la sua incoronazione fu possibile solo nel giugno del 1838.
A seguito di nuovi rivolgimenti interni, nel 1854 decise di esiliarsi a Tahiti pur continuando a reggere la corona di Raiatea. Morì a Tahiti nel 1857.
Tamatoa IV fu l'ultimo rappresentante diretto della dinastia regnante dei sovrani di Raiatea. Per la morte dell'unico figlio maschio, decise di porre sul proprio trono un suo parente che adottò il nome di Tamatoa V.

## Matrimonio e figli
Tamatoa IV sposò morganaticamente a Huahine, Mahuti, appartenente alla piccola nobiltà di Tahiti, dalla quale ebbe cinque figli:
- principe Ioane (Giovanni), morto infante.
- principe Solomona Faʻaoromai (Salomone Faʻaoromai).
- principe Ioasa Tamatoa (Giuseppe Tamatoa).
- principessa Maerehia (Maria), sposò verso il 1840 il capo Ariʻimate (1824-1874).
- principessa Maerehia Hapaitahaʻa (Maria Hapaitahaʻa).

## Ascendenza
|                                                     |   |                                  | Genitori |  |  | Nonni |  |  | Bisnonni                                    |  |  | Trisnonni                |  |
|                                                     |   |                                  |          |  |  |       |  |  | Principe Teriʻi-ve-tearai Rofaʻi di Raiatea |  |  | Re Tamatoa II di Raiatea |  |
|                                                     |   |                                  |          |  |  |       |  |  | Principe Teriʻi-ve-tearai Rofaʻi di Raiatea |  |  | Re Tamatoa II di Raiatea |  |
|                                                     |   | Ari'i Te-ao-i-na-ni'a di Raiatea |          |  |  |       |  |  | Principe Teriʻi-ve-tearai Rofaʻi di Raiatea |  |  |                          |  |
| Re Tamatoa III di Raiatea                           |   |                                  |          |  |  |       |  |  | Principe Teriʻi-ve-tearai Rofaʻi di Raiatea |  |  |                          |  |
|                                                     |   | Ari'i Marama di Huahine          | …        |  |  |       |  |  |                                             |  |  |                          |  |
|                                                     |   | Ari'i Marama di Huahine          | …        |  |  |       |  |  |                                             |  |  |                          |  |
|                                                     |   | Ari'i Marama di Huahine          | …        |  |  |       |  |  |                                             |  |  |                          |  |
| Principe Vetea-ra'i U'uru di Raiatea, Ari'i di Opoa |   | Ari'i Marama di Huahine          |          |  |  |       |  |  |                                             |  |  |                          |  |
|                                                     |   | …                                | …        |  |  |       |  |  |                                             |  |  |                          |  |
|                                                     |   | …                                | …        |  |  |       |  |  |                                             |  |  |                          |  |
|                                                     |   | …                                | …        |  |  |       |  |  |                                             |  |  |                          |  |
| Ari'i Hapaitaha'a di Hauiri                         |   | …                                |          |  |  |       |  |  |                                             |  |  |                          |  |
|                                                     |   | …                                | …        |  |  |       |  |  |                                             |  |  |                          |  |
|                                                     |   | …                                | …        |  |  |       |  |  |                                             |  |  |                          |  |
|                                                     |   | …                                | …        |  |  |       |  |  |                                             |  |  |                          |  |
| Tamatoa IV                                          |   | …                                |          |  |  |       |  |  |                                             |  |  |                          |  |
|                                                     | … | …                                |          |  |  |       |  |  |                                             |  |  |                          |  |
|                                                     | … | …                                |          |  |  |       |  |  |                                             |  |  |                          |  |
|                                                     | … | …                                |          |  |  |       |  |  |                                             |  |  |                          |  |
| Ari'i Uruatu di Bora Bora                           | … |                                  |          |  |  |       |  |  |                                             |  |  |                          |  |
|                                                     |   | …                                | …        |  |  |       |  |  |                                             |  |  |                          |  |
|                                                     |   | …                                | …        |  |  |       |  |  |                                             |  |  |                          |  |
|                                                     |   | …                                | …        |  |  |       |  |  |                                             |  |  |                          |  |
| Ari'i Opai-pai Te-roro di Bora Bora                 |   | …                                |          |  |  |       |  |  |                                             |  |  |                          |  |
|                                                     |   | …                                | …        |  |  |       |  |  |                                             |  |  |                          |  |
|                                                     |   | …                                | …        |  |  |       |  |  |                                             |  |  |                          |  |
|                                                     |   | …                                | …        |  |  |       |  |  |                                             |  |  |                          |  |
| Ari'i Teri'i Iti                                    |   | …                                |          |  |  |       |  |  |                                             |  |  |                          |  |
|                                                     |   | …                                | …        |  |  |       |  |  |                                             |  |  |                          |  |
|                                                     |   | …                                | …        |  |  |       |  |  |                                             |  |  |                          |  |
|                                                     |   | …                                | …        |  |  |       |  |  |                                             |  |  |                          |  |
|                                                     |   | …                                |          |  |  |       |  |  |                                             |  |  |                          |  |